# Pronazione del piede
La pronazione del piede consiste nella rotazione fisiologica del piede verso l’interno mentre si cammina o si corre per ridurre la tensione articolare. Si tratta di un movimento naturale che aiuta i piedi ad ammortizzare l’impatto con il terreno. Il movimento contrario si chiama supinazione.
Si ha pronazione neutra nel momento in cui durante la camminata o corsa il piede non tende né verso l'interno né verso l'esterno.
Quando il piede ruota in maniera eccessiva verso l’interno durante la fase di appoggio si tratta di iperpronazione. Si tratta di un movimento innaturale che va corretto risalendo alle cause che lo hanno generato